# Francisco Dumler
Francisco Adolfo Dumler Cuya (Lima, 1 de diciembre de 1962) es un administrador de empresas peruano. Fue Ministro de Vivienda, Construcción y Saneamiento del Perú, desde el 11 de octubre de 2015, hasta el 28 de julio de 2016, siendo reemplazado por el Ingeniero Sanitario Edmer Trujillo Mori.

## Biografía
Es administrador de empresas graduado en la Pontificia Universidad Católica del Perú, y tiene una maestría en sociología por la misma universidad. Cuenta además con un diplomado en Negociaciones por la UCES, Buenos Aires.
Fue director ejecutivo del Fondo Nacional de compensación y Desarrollo Social (FONCODES); secretario general de la Autoridad Nacional del Agua (ANA) y del Instituto Nacional de Innovación Agraria (INIA); y director ejecutivo del Programa Nacional de Saneamiento Rural (PNSR). Ha sido también consultor en entidades estatales como Sierra Exportadora, el Ministerio de la Mujer y Desarrollo Social y el Ministerio de Agricultura.
De otro lado, ha ejercido la docencia en la Pontificia Universidad Católica del Perú, en el CENTRUM de la misma, en la Universidad Mayor de San Marcos y en la Universidad del Pacífico.
Ejercía como Viceministro de Construcción y Saneamiento en el Ministerio de Vivienda, Construcción y Saneamiento, antes de ser nombrado como titular de este portafolio.

### Ministro de Vivienda, Construcción y Saneamiento
El 11 de octubre de 2015 juró como Ministro de Vivienda, Construcción y Saneamiento en reemplazó de Milton von Hesse. La ceremonia se realizó en el Salón Dorado de Palacio de Gobierno, ante el presidente Ollanta Humala y el Consejo de Ministros.